# Karl von Lewinski (Offizier)

Wappen derer von Lewinski

Karl Julius Eduard Alfred von Lewinski (* 14. Januar 1858 in Glogau; † 13. August 1937 in Liegnitz) war ein preußischer Generalleutnant.

## Leben
Lewinski trat 1878 als Avantageur bei den Königsgrenadieren der Preußischen Armee in Liegnitz ein und wurde im folgenden Jahr zum Sekondeleutnant befördert. Als Premierleutnant war er Adjutant der 71. Infanterie-Brigade in Danzig. Nach der Beförderung zum Hauptmann wurde er Kompaniechef in seinem Regiment, als Major Bataillonskommandeur im Grenadier-Regiment „Graf Kleist von Nollendorf“ (1. Westpreußisches) Nr. 6 zu Posen. Mit dem Avancement zum Oberstleutnant trat er 1909 in den Stab des 7. Thüringischen Infanterie-Regiments Nr. 96 in Gera über. Am 22. März 1912 folgte seine Beförderung zum Oberst und als solcher wurde Lewinski Kommandeur des 3. Garde-Regiments zu Fuß in Berlin.
Mit der Mobilmachung bei Ausbruch des Ersten Weltkriegs am 2. August 1914 übernahm Lewinski die 81. Infanterie-Brigade in Lübeck und wurde am 19. August 1914 zum Generalmajor befördert. Die Brigade gehörte zunächst zum Küstenschutz, wurde dann aber in Belgien den Sicherungstruppen in Löwen und Mecheln zugeteilt. In Frankreich kämpfte sie in der Schlacht von Noyon.
Am 19. Dezember 1914 wurde er als Kommandeur der 4. Garde-Infanterie-Brigade nach Ypern versetzt. Diese wurde im Frühjahr 1915 an die Ostfront verlegt, brach dort am 2. Mai bei Golice-Tarnów durch und stieß bis zum 19. an den San in der Nähe von Jaroslau vor. Hier wurde er schwer verwundet und zwei Tage später zu den Offizieren von der Armee versetzt. Wiedergenesen erhielt Lewinski am 31. August 1915 das Kommando über die 40. (Großherzoglich Mecklenburgische) Infanterie-Brigade, die kurz danach Russland in Richtung Westfront verließ. Sie lag zunächst vor Antwerpen, ehe sie an der Herbstschlacht in der Champagne teilnahm. Da die Regimenter der Brigade – 77, 79 und 92 – innerhalb kürzester Zeit enorme Verluste erlitten, wurde die Brigade wieder aus der Schlacht herausgenommen.
Am 26. Mai 1916 wurde Lewinski zum Kommandeur der 5. Garde-Infanterie-Brigade bei der neu aufgestellten 4. Garde-Infanterie-Division, die bei den Höhen von Vimy, nordöstlich von Arras, kämpfte. In der Schlacht an der Somme wurde die Division zunächst südlich, dann nördlich von Péronne eingesetzt. Am 6. September ernannte der Kaiser Lewinski zum Kommandeur der neugebildeten 211. Infanterie-Division. Mit ihr kämpfte er zunächst an der Somme, wechselte dann zur 7. Armee und kämpfte an der Aisne. Am 16. April 1917 begann die Frühjahrsschlacht, bei der er sich durch die Leitung der Abwehr gegen die französischen Truppen auszeichnete. In Anerkennung seiner Verdienste reichte sein Kommandierender General, Generalleutnant Kühne, mit nachfolgender Begründung ein Gesuch zur Verleihung des Pour le Mérite ein:

„Generalmajor v. Lewinski hat die Vorfeldkämpfe seiner Division vor der Siegfriedstellung mit außerordentlichem Geschick und großer Entschlossenheit durchgeführt, den Feind lange aufgehalten und ihm große Verluste zugefügt. Dann hat er die Stellung von Laffaux und Vauxaillon gegen wiederholte schwere Angriffe der Franzosen siegreich verteidigt. Der Feind hat im ganzen 6 Divisionen gegen die 211. I. D. einsetzen müssen, ohne Vorteile gegen sie erzielen zu können. Generalmajor v. Lewinski erscheint wegen seiner ausgezeichneten und erfolgreichen Divisionsführung der Verleihung des „Pour le mérite“ besonders würdig.“

Während der Frühjahrsoffensive 1918 unterstand die Division bis März 1918 der 18. Armee, bevor sie wieder der 7. Armee unterstellt wurde. Sie war an der Eroberung und Verteidigung des Waldes von Saint-Gobain beteiligt. Am rechten Flügel der Armee war sie von Ende Mai bis Anfang Juni bei der Schlacht von Soissons beteiligt. Als Teil der 9. Armee war die Division bei der französischen Offensive bei und südlich von Soissons eingesetzt. Nach Beendigung der Schlacht wurde die 211. Infanterie-Division aufgelöst.
Am 10. Juni wurde Lewinski zum Generalleutnant befördert und vertrat kurzzeitig den Kommandeur der nördlich von Reims stehenden 8. Bayerischen Reserve-Division. Am 15. August 1918 erhielt er das Kommando der 5. Landwehr-Division bei der Armeeabteilung C westlich der Mosel. Am 20. Oktober 1918 ernannte ihn der Kaiser zum Kommandeur der 195. Infanterie-Division. Die aus Jägerbataillonen zusammengesetzte Division stand in der Schlacht von Vouziers. Er führte die Division durch die Rückzugsgefechte bis zum Waffenstillstand am 11. November 1918.
Nach Rückführung der Division in die Heimat sowie deren Demobilisierung reichte er sein Abschiedsgesuch ein. Dem wurde am 17. Januar 1919 entsprochen.

## Auszeichnungen
- Roter Adlerorden III. Klasse mit der Schleife[3]
- Kronenorden III. Klasse[3]
- Preußisches Dienstauszeichnungskreuz[3]
- Offizierskreuz des Reußischen Ehrenkreuzes[3]
- Offiziersehrenkreuz des Lippischen Hausordens[3]
- Ehrenkreuz von Schwarzburg I. Klasse[3]
- Russischer Orden der Heiligen Anna II. Klasse[3]
- Hanseatenkreuz Lübeck am 4. November 1915[4]